# Romet Jaguar

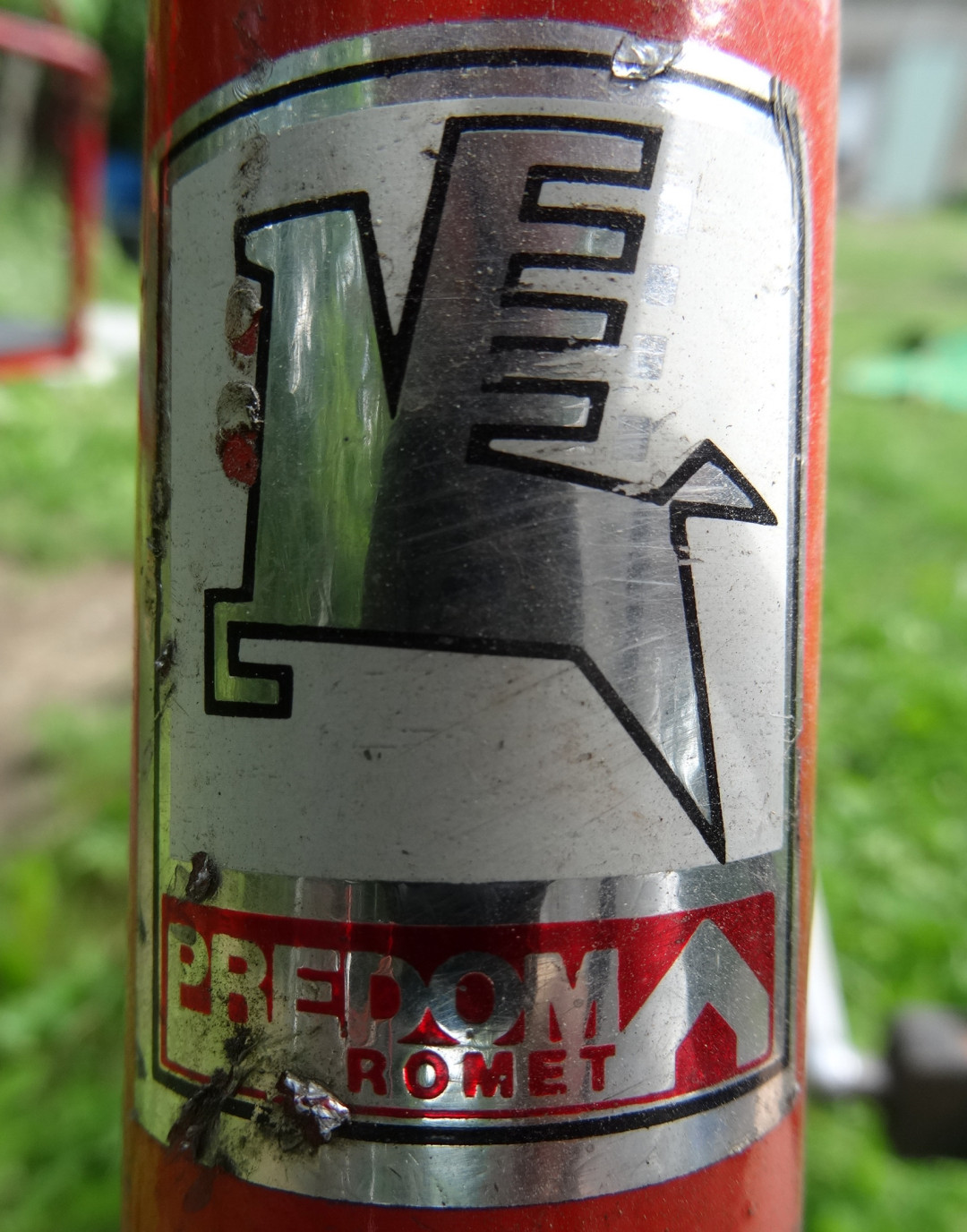
Логотип компанії

Romet Jaguar – сімейство шосейних велосипедів, які виготовлялись на польському заводі Romet у 1954—1981 роках.

## Історія
У квітні 1953 року на потужностях заводу Romet було облаштовано виробництво шосейних велосипедів. Першою шосейною моделлю стала Romet Bałtyk, а у зв'язку зі збільшенням попиту на шосейні велосипеди, в середині 1954 року на заводі почали виготовляти більш просунуту модель Romet Jaguar. Цей велосипед дебютував на змаганнях «Тур Польщі» (Wyścig Dookoła Polski). Після цього Польська федерація велоспорту вирішила, що саме Romet Jaguar буде тим велосипедом, який представлятиме Польщу на «Перегонах миру» у 1956 році.

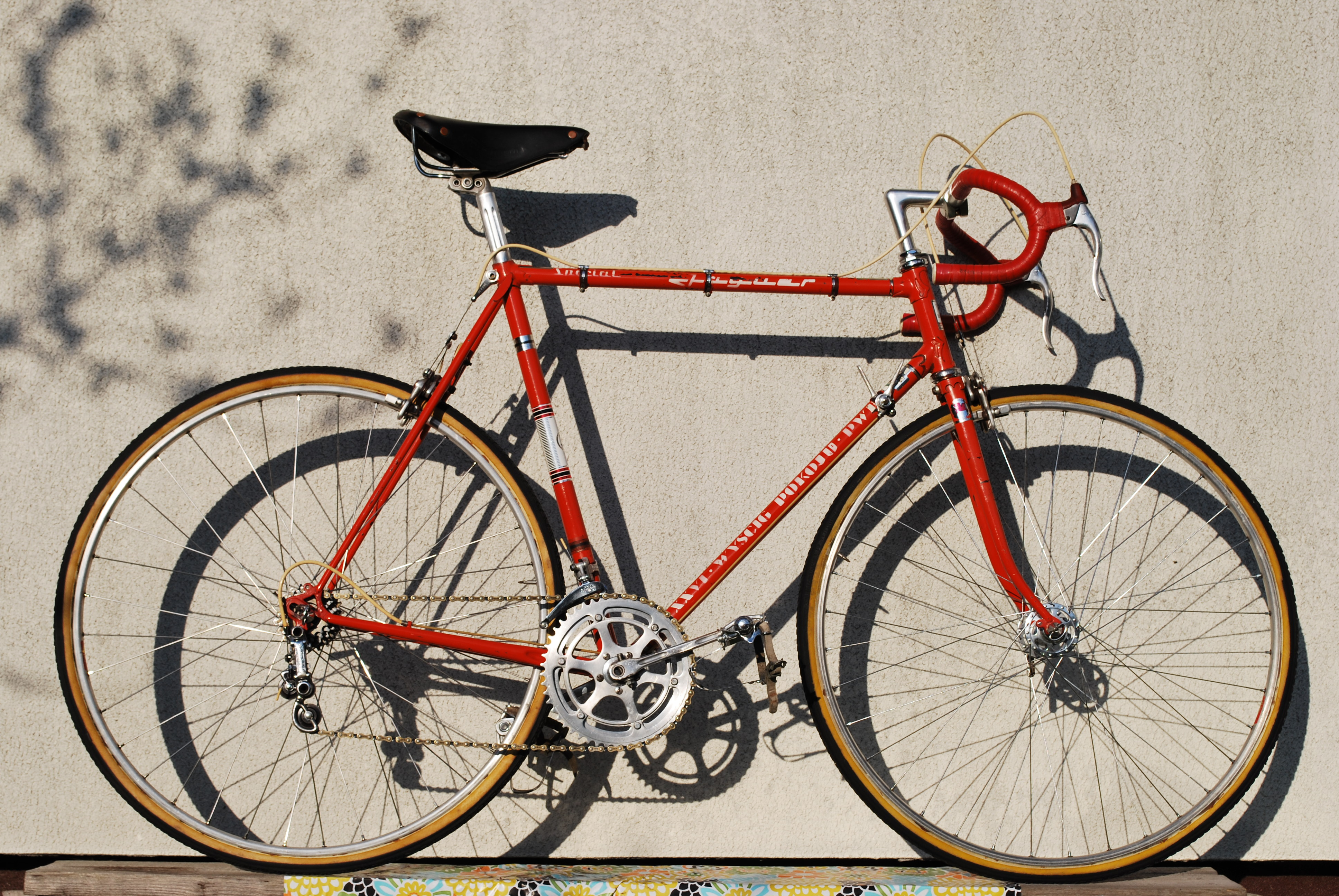
Romet Jaguar Specjal з колекції «Velo Classic Poland»

## Моделі
Jaguar Standard – базова модель, використовувались компоненти польських виробників ZZR та Favorit. Рами для цієї моделі виготовлялись із труб Reynolds марки 501 (сплав хрому та молібдену). У 1980-их роках було виготовлено близько 3500 велосипедів цього типу.
Jaguar Specjal – модель, призначена для професійних спортсменів. Рами цих велосипедів виготовляли із труб Reynolds 531, дещо легших, ніж у Jaguar Standard. Також ці моделі комплектувались компонентами високого рівня марок Campagnolo, Cinelli, сідлами Brooks, гальмами Mafac та 5-швидкісними фрівілами Regina.

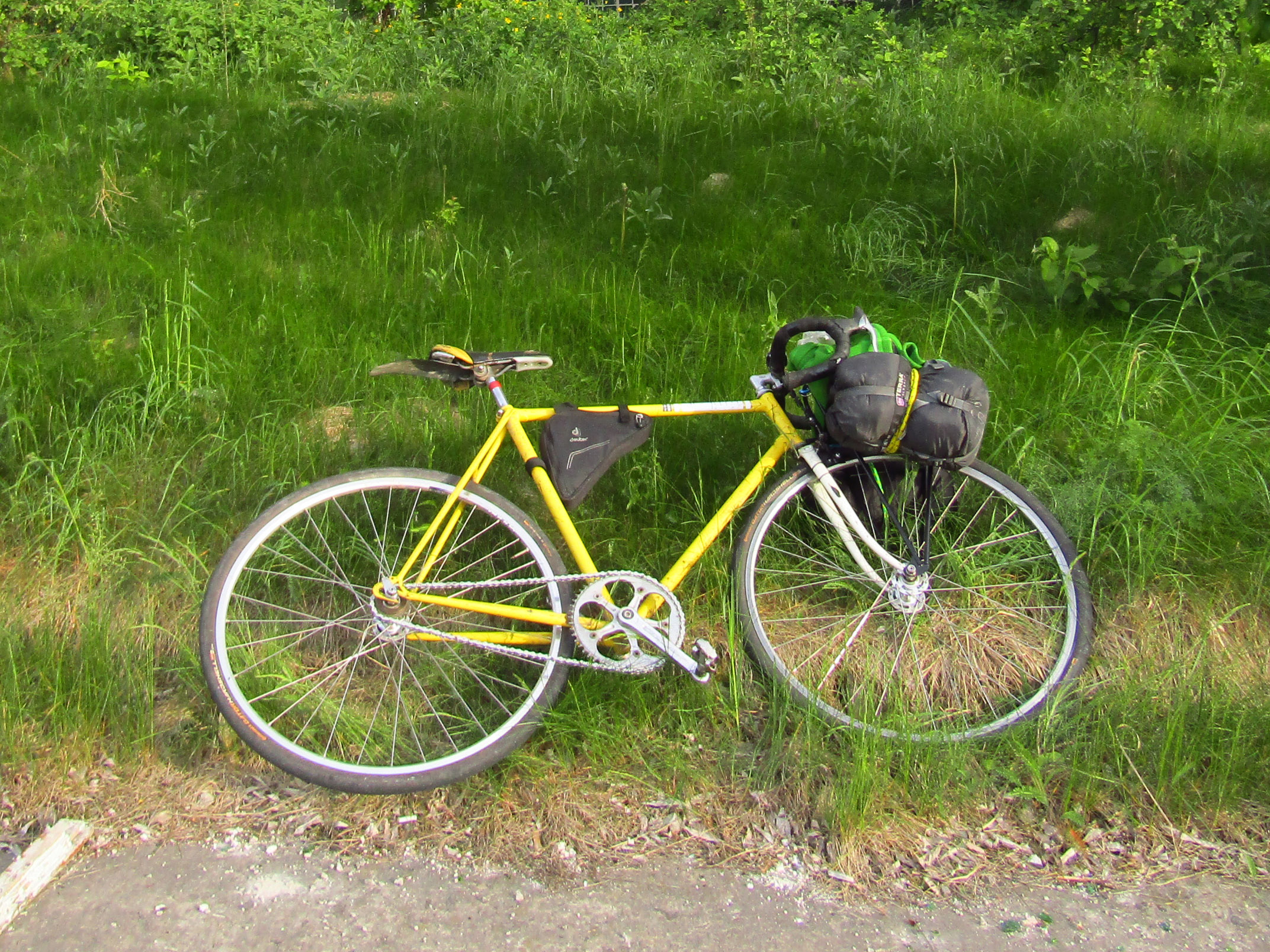
Синглспід на рамі Romet Jaguar Standard

Jaguar Super – від моделі Specjal ця модель відрізнялась ще легшою рамою. В середині 80-их років завод щорічно виготовляв близько 60 велосипедів цієї моделі.